# История почты и почтовых марок ЗСФСР
История почты и почтовых марок ЗСФСР охватывает период от создания объединённого почтового ведомства закавказских республик (1922), осуществлявшего собственную эмиссионную политику относительно почтовых марок на территории Закавказской Социалистической Федеративной Советской Республики (ЗСФСР), до введения там общесоюзных знаков почтовой оплаты (1924).

## Почтовое управление
История почты ЗСФСР относится к короткому этапу существования на территории Закавказья федеративного государственного образования. До 1 сентября 1922 года в Советских Социалистических Республиках Азербайджан, Армении и Грузии действовали республиканские народные комиссариаты почт и телеграфов. Приказом созданного в августе единого Закнаркомпочтеля (Народного комиссариата почт и телеграфов Закавказской Социалистической Федеративной Советской Республики) с 1 сентября они были упразднены. 30 декабря 1922 года ЗСФСР вошла в состав СССР.

## Выпуски почтовых марок
С 5 января 1923 года в ЗСФСР были введены единые таксы на оплату всех видов почтово-телеграфных отправлений. В республиках ЗСФСР в обращение поступили их национальные марки, но с новыми надпечатками, которые соответствовали почтовым тарифам ЗСФСР.
Наравне с переоценёнными национальными марками в закавказских республиках курсировали также марки Российской империи выпуска 1909—1917 годов без надпечаток. Их использовали в тех случаях, когда недоставало знаков почтовой оплаты национальных выпусков. Поскольку подобными марками злоупотребляли, Закнаркомпочтель дал указание изъять их из обращения. Изъятые из обращения марки России были сданы Закнаркомпочтелю в Тбилиси. Среди тех знаков, которые поступили из Армении, случайно оказались марки с надпечаткой дашнакского правительства.
В апреле 1923 года на изъятых марках была сделана ручная надпечатка пятиконечной звезды с аббревиатурой «З. С. Ф. С. Р.» в лучах звезды и точки в её центре. Надпечатка была сделана чёрной краской (на марке в 35 копеек — красной) на восьми марках разного номинала с зубцами и двух марках без зубцов. Она свидетельствовала о переоценке марок. Надпечатки наносились 22 каучуковыми штампами, незначительно отличающимися между собой размерами, положением и конфигурацией букв и диаметром центральной точки. Надпечатка производилась в Тбилиси.
Изъятие марок России из почтового обращения вызвало острый недостаток знаков почтовой оплаты в ряде районов Азербайджана. Поэтому часть тиража с надпечаткой была направлена в эту республику. Марки того времени гасили изношенными почтовыми штемпелями и плохой краской. На большинстве цельных почтовых отправлений трудно прочитать название того пункта, откуда они были посланы. Поэтому невозможно установить, сколько марок с закавказской надпечаткой поступило в другие республики. Часть марок с надпечаткой хранили в Тбилиси на складе Наркомпочтеля в качестве резерва. Большую часть тиража марок с надпечаткой закавказской звезды принял уполномоченный по филателии и бонам по ЗСФСР И. И. Каучишвили. Он их отправил в Москву.
15 сентября 1923 года в почтовое обращение вышли марки с оригинальными рисунками: гора Арарат, нефтяные вышки, увенчанные гербом федерации в лучах пятиконечной звезды. Они были отпечатаны литографским способом на серой бумаге. Номинал марок от 40000 до 500000 рублей. Всего было выпущено восемь миниатюр с зубцами. В октябре на марках этой серии достоинством в 40000 и 75000 рублей были сделаны надпечатки нового номинала — 700 000 рублей.
1 октября 1923 года все марки старого образца (в том числе грузинские, армянские и азербайджанские) были изъяты из обращения. Письма, оплаченные этими марками, считались доплатными.
В декабре 1923 года, в связи с переходом на золотое исчисление, вышла новая серия почтовых марок достоинством от 1 до 18 копеек золотом. Рисунок марок этой серии повторял рисунок предыдущей. Всего было выпущено семь разных номиналов марок, одноцветных, с зубцами.
Все марки ЗСФСР известны без зубцов, однако для почтовых нужд они не применялись. Встречаются беззубцовые марки с фальшивыми гашениями.
С 1 января 1924 года Наркомпочтель СССР ввёл во всех предприятиях связи Закавказья в обращение марки общесоюзного образца в золотой валюте. С 1 февраля 1924 года все местные знаки почтовой оплаты были аннулированы.